# Piramida lobanj (Cézanne)
Piramida lobanj je c. 1901 oljna slika francoskega postimpresionističnega umetnika Paula Cézanna. Upodablja štiri človeške lobanje, zložene v piramidalno konfiguracijo. Piramida lobanj, naslikana v bledi svetlobi na temnem ozadju, je izjemna v umetnikovem opusu, saj »Cézanne v nobeni drugi sliki svojih predmetov ni postavil tako blizu gledalcu«. Za umetnostnega zgodovinarja Françoisea Cachina »ti koščeni obrazi vsekakor napadajo gledalca, saj so zelo v nasprotju z običajnim domačim tihožitjem.«
V zadnjem desetletju svojega življenja se je Cézanne v svojih pismih pogosto zgovarjal na smrtnost: »Zame je življenje začelo biti smrtno monotono«; »Kar se mene tiče, sem star. Ne bom imel časa, da bi se izrazila«; in »Morda bi bil tudi jaz mrtev«. Mogoče je, da je smrt njegove matere 25. oktobra 1897 - imela je zaščitniški in podporni vpliv - pospešila njegove meditacije o smrtnosti, ki je umetnika obsedla od poznih 1870-ih, vendar ni našel slikovne oblike za drugih dvajset let . Cézannovo zdravje se je istočasno začelo slabšati. O dramatični vdanosti smrti poročajo številna tihožitja, ki jih je med letoma 1898 in 1905 izdelal z lobanjami. Ta dela, nekatera naslikana v olji in nekatera z akvarelom, so bolj subtilna v smislu, hkrati pa tudi bolj vizualno čista kot tradicionalni pristop k temi vanitas (minljivosti življenja). 
Zanimanje Cézanna za to temo je morda imelo korenine tudi v drugih razmišljanjih kot le o smrti. Lahko bi ga vlekli v volumetrične oblike lobanje, tako kot je bilo s sadjem in vazami in domnevno je vzkliknil »Kako lepo je slikati lobanje!« Tudi s svojimi avtoportreti delijo fizične podobnosti: »lobanje se soočajo z gledalcem naravnost na način, ki spominja na umetnikove portrete.« V obeh sklopih del je poudarjena masa lobanj: pri avtoportretih je spodnja polovica obraza zasenčena z brado, lobanje pa v celoti nimajo spodnjih čeljusti. Obstajal bi dodatni razlog, da bi zadevo zanimalo Cézanna: lobanje so bile vidne v domovih katoličanov, Cézanne pa je bil pobožen katoličan, poznavalec starodavnih krščanskih besedil. Človeške lobanje so bile že dolgo običajni pripomočki v umetniških ateljejih. V resnici je bilo znano, da je Cézannov studio vseboval »tri lobanje (in) slonokoščenega Kristusa na ebenovinastem križu« blizu drugega nad kaminom.
Joachim Gasquet, umetnikov prijatelj, se je pozneje spomnil:
Na zadnja jutra je to idejo o smrti razjasnil v kopico koščenih možganskih skodel, ki so jim očesne vdolbine dodale modrikasto noto. Še vedno ga slišim, kako mi je nekega večera ob reki Arc rekel Verlaine:
Kajti v tem letargičnem svetu
nenehno prežijo na staro kesanje.
Edini smeh še vedno smiseln
je kot v glavi smrti.
Piramida lobanj je bila naslikana v studiu v Aixu, kjer je delal pred selitvijo v nov studio Les Lauves septembra 1902. Obiskovalec studia julija 1902 je zapisal: »V njegovi spalnici, na ozki mizi na sredini, sem opazil tri človeške lobanje, obrnjene druga proti drugi, tri čudovite polirane slonove kosti. Govoril je o zelo dobri slikarski študiji, ki je bila nekje v podstrešju. Hotel sem si jo ogledati.« Toda Cézanne ni mogel najti ključa za garderobo in je krivil svojo služkinjo za njeno napačno namestitev.
Akvarelna študija Tri lobanje v Umetnostnem inštitutu v Čikagu je po sestavi podobna, čeprav pri ravnanju razmeroma bolj graciozna. Študije lobanje bi služile kot navdih umetnikom 20. stoletja, kot sta Pablo Picasso in Andy Warhol. Danes lobanje ostajajo v studiu Cézanne zunaj Aix-en-Provence.

## Slike lobanj
- Tihožitje z lobanjo, svečo in knjigo, 1865-1867, Kunsthaus Zurich, Švica. Zgodnja slika, bolj skladna s tradicionalno temo vanitas.
- Mladenič z lobanjo 1896-1898
- Tihožitje z lobanjo  1895-1900, The Barnes Foundation
- Tihožitje treh lobanj, c. 1900, Detroit Institute of Arts
- Tri lobanje na preprogi, c. 1904, Private Collection